# Kackerlacka (musikalbum)
Kackerlacka släpptes den 16 augusti 2006 och är ett musikalbum av den svenska transkontinentala rockreggaegruppen Dag Vag, deras sjätte studioalbum och det första efter 14 års uppehåll. Det spelades in hos Rub-a-Dub, Studio Zurf, Hammarby Studios och ITB i Stockholm.
Skivan gavs ut på Stig Vigs eget skivbolag Ball, distributionen sköts av Bonnier Amigo.
Tre av låtarna, Är du redo?, En del av dej och Jag vaknade upp behandlar Vigs njurtransplantation som skedde 2003.

## Låtlista[1]
1. Bland gamla och unga (Vig - Crafoord/Vig)
2. Är du redo? (Vig)
3. En del av dej (Vig/Vig - Wastesson - Forsberg - Sjöberg)
4. Små hjul (Vig)
5. Vem lyssnar på dej? (Vig)
6. Jag vaknade upp (Vig)
7. God bok (Ronander)
8. Schottis från Idre (Trad - arr: Dirty - Zeno - Zurf - Vig)
9. Jag blir galen (Vig)
10. Y delat med fem (Trad - arr: Dirty - Zeno - Zurf - Vig)
11. Tiden jagar oss alla (Vig)

## Listplaceringar
| Lista (2006) | Topplacering |
| ------------ | ------------ |
| Sverige      | 13           |